# Jakarta Project
El Proyecto Jakarta, (en inglés:Jakarta Project) crea y mantiene software de código abierto para la plataforma Java. Opera como un proyecto paraguas bajo el auspicio de la Apache Software Foundation, y todos los productos producidos por Jakarta son liberados bajo la Licencia Apache. El proyecto Jakarta fue retirado el 21 de diciembre de 2011 debido a que no quedaban más subproyectos.

## Subproyectos
Las principales contribuciones del Jakarta Project incluyen herramientas, bibliotecas de software y frameworks como:
- BCEL - una biblioteca de manipulación de byte code Java
- BSF - un framework de scripting
- Cactus - un framework de pruebas unitarias para clases Java del lado del servidor
- ECS - es una API en Java para la generación de elementos para varios lenguajes de marcado
- HttpComponents- Hyper-Text Transfer Protocol, protocolo de transferencia de hipertexto.
- JCS - JCS es un sistema distribuido de caché escrito en Java.
- JMeter - una herramienta de pruebas de carga y estrés.
- ORO - un paquete Java.
- Slide - un repositorio de contenido que usa primariamente WebDAV.
- Taglibs - repositorio para bibliotecas de etiquetas JSP personalizadas.

Los siguientes proyectos fueron anteriormente parte de Jakarta, pero ahora son proyectos independiente en la Apache Software Foundation:
- Ant - una herramienta de construcción de aplicaciones
- Commons - una colección de clases útiles diseñadas para complementar las bibliotecas estándar de Java.
- HiveMind - un microkernel de servicios y configuración
- Maven - una herramienta de construcción y generación de proyectos
- POI - una implementación en Java de los formatos de archivo más populares de Microsoft.
- Struts - un framework de desarrollo de aplicaciones web
- Tapestry - Un modelo de objetos componentes basado en propiedades de JavaBeans y fuertes especificaciones.
- Tomcat - un contenedor de JSP/Servlet.
- Turbine - un framework de desarrollo rápido de aplicaciones.
- Velocity - un motor de plantillas.

## Historia del Proyecto
El nombre Jakarta no fue asignado debido al nombre de la capital de Indonesia, menos aún a partir de las especies Jakarta de mariposas azules. En realidad, fue nombrado así a partir del nombre de la sala de conferencias de Sun Microsystems donde la mayoría de discusiones de la creación del proyecto tuvieron lugar. El artículo de JavaWorld de junio de 1999 contiene mayor información acerca de la historia de Jakarta.